# Aszúszegfű
Az aszúszegfű (Petrorhagia) nemzetség a szegfűfélék (Caryophyllaceae) családjába tartozik, amelyhez Magyarországon három faj sorolható. Nevét apró, rózsaszín virágairól kapta, amelyeket jellegzetes, nagy, hártyás, szárazbarna álcsészelevelek vesznek körül, így megjelenésük szokatlan és látványos. Az aszúszegfű fajai elsősorban száraz, napos élőhelyeken fordulnak elő, például réteken, sztyeppréteken és gyér növényzetű, homokos területeken. Ezek az egynyári növények gyors életciklusukkal alkalmazkodtak az ilyen élőhelyek szélsőséges körülményeihez. Az aszúszegfű hazai fajai közé tartozik például a ritka Petrorhagia saxifraga (kőtörő aszúszegfű), amely természetvédelmi szempontból is kiemelkedő figyelmet érdemel.

## Leírás
Az aszúszegfű nemzetségbe tartozó növények apró, finom megjelenésű, egynyári lágyszárú növények, amelyek előszeretettel nőnek száraz, napos élőhelyeken. Száraik vékonyak, általában 10–40 cm magasak, elágazóak, és ritkásan levelesek. Leveleik keskenyek, szálasak vagy lándzsás alakúak, szembetűnően egyszerűek, szórt állásúak.
A virágok kicsik, de feltűnőek, rózsaszín árnyalatúak, amelyeket hártyás, szárazbarna álcsészelevelek vesznek körül. Ez a különleges álcsésze az egyik legjellegzetesebb tulajdonságuk, amely nemcsak megkülönbözteti őket más szegfűféléktől, hanem nevüket is ihlette. A virágok ötszirmúak, szirmaik szabadon állnak, gyakran finoman erezettek vagy pöttyözöttek. A virágzat laza bogernyő vagy magányos virág lehet a hajtások végén.
Termésük apró, toktermés, amely számos apró magot tartalmaz. Ezek a magok könnyen szétszóródnak, biztosítva a faj fennmaradását az időszakosan kedvező élőhelyeken. Az aszúszegfű fajai alkalmazkodtak a szélsőséges körülményekhez, például a szárazsághoz és a tápanyagszegény talajhoz, ami különösen ellenállóvá teszi őket. Az aszúszegfű fajai gyakran egyszerű szépségük és igénytelenségük miatt dísznövényként is népszerűek.

## Felfedezés
Az aszúszegfű nemzetség fajait már a korai botanikai kutatások során leírták, mivel jellegzetes megjelenésük és élőhelyük alapján könnyen felismerhetők. A nemzetséget az európai és mediterrán flóravidékek kutatása során azonosították, ahol számos fajuk őshonos. Nevüket és rendszertani besorolásukat a 18–19. századi botanikai leírások alapozták meg, amikor a szegfűfélék családját részletesen elkezdték tanulmányozni.
A nemzetség fajai különösen a száraz élőhelyek növényzetkutatásában váltak jelentőssé, mivel jelenlétük indikátorként szolgálhat a talajviszonyok és az ökológiai állapotok megértéséhez. Magyarországon három fajuk él, ezek közül néhány már a természetvédelmi botanikusok figyelmét is felkeltette ritkaságuk és élőhelyük veszélyeztetettsége miatt.
A Petrorhagia saxifraga (kőtörő aszúszegfű) például olyan speciális körülményeket igényel, amelyeket csak a hazai sztyepprétek vagy sziklás élőhelyek tudnak biztosítani, és így felfedezése hozzájárult ezeknek az élőhelyeknek az értékének felismeréséhez. A nemzetség további kutatásai új taxonómiai és ökológiai kérdéseket vetettek fel, amelyek a mai napig folytatódnak.

## Rendszertan
Az aszúszegfű a szegfűfélék családjába tartozik, amely a szegfűvirágúak (Caryophyllales) rendjének egyik jelentős tagja. A nemzetség fajai főként Eurázsia száraz és mérsékelt éghajlatú területein fordulnak elő, de elterjedésük a mediterrán régióban a legjelentősebb.

#### Taxonómiai jellemzők
A nemzetség fajainak besorolása morfológiai és genetikai vizsgálatokon alapul. Az aszúszegfűt különleges álcsészéje és apró, rózsaszín virágai különböztetik meg a család többi tagjától. A nemzetségen belüli fajok elhelyezése és azonosítása a virágzat, a levelek alakja, valamint a termések és magok mikroszkopikus tulajdonságai alapján történik.

#### Magyarországon előforduló fajok
1. Petrorhagia prolifera (Nyári aszúszegfű)
2. Petrorhagia saxifraga (Kőtörő aszúszegfű)
3. Petrorhagia dubia (Kétes aszúszegfű)

A nemzetség rendszertani helyzete stabilnak tekinthető, bár néhány faj átsorolása és besorolási vita időről időre felmerül, főként a morfológiai hasonlóságok miatt más szegfűfélékkel.